# Lissochlora iguala
Lissochlora iguala är en fjärilsart som beskrevs av Paul Dognin 1898. Lissochlora iguala ingår i släktet Lissochlora och familjen mätare. Inga underarter finns listade i Catalogue of Life.